# Eco-sondeig

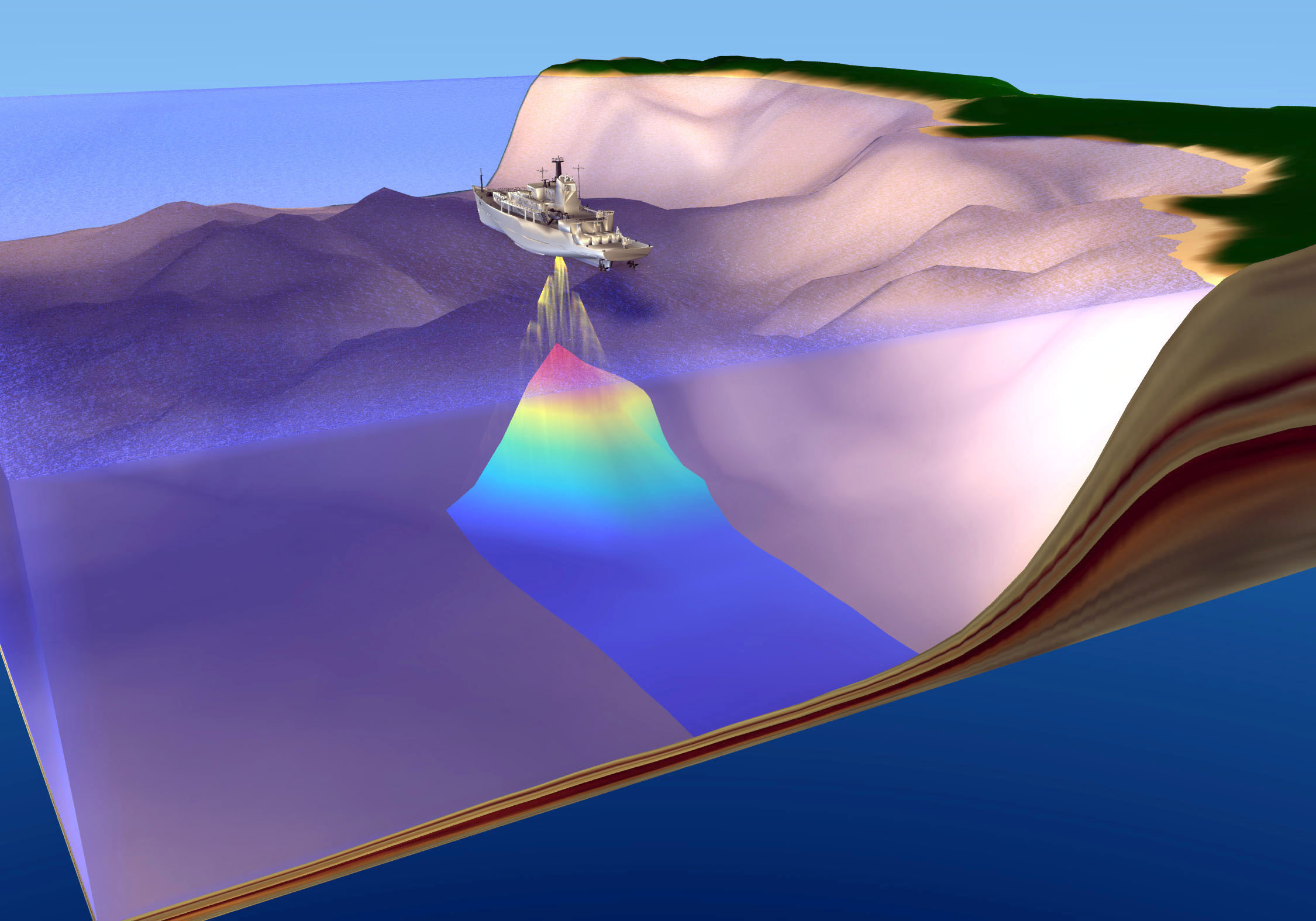
eco-sonda, esquema de funcionament

L'eco-sondeig o sondeig de profunditat, és l'ús del sonar per tal de determinar la profunditat de l'aigua (batimetria). Es basa en el principi de transmetre ones acústiques a l'aigua i registrar l'interval de temps entre l'emissió i el retorn d'un pols; el temps de vol resultant, juntament amb el coneixement de la velocitat del so a l'aigua, permet determinar la distància entre el sonar i l'objectiu. Aquesta informació s'utilitza normalment amb finalitats de navegació o per obtenir profunditats amb finalitats de fer gràfics.

## Història
L'inventor alemany Alexander Behm va rebre la patent alemanya núm. 282009 per a la invenció de l'eco-sonda (dispositiu per mesurar les profunditats del mar i les distàncies i el rumb de vaixells o obstacles mitjançant ones sonores reflectides) el 22 de juliol de 1913. ]
Una de les primeres unitats comercials de sondeig d'eco va ser el Fessenden Fathometer, que utilitzava l'oscil·lador Fessenden per generar ones sonores. Va ser instal·lat per primera vegada per Submarine Signal Company el 1924 al transatlàntic M&M SS Berkshire.

## Tècnica

Esquema que mostra el principi bàsic de l'eco-sonda

La velocitat del so a l'aigua varia segons densitat, temperatura i pressió, però s'adopta un valor mitjà en condicions normals i basant-se en ell es determina la profunditat. La longitud d'ona emprada en aquests dispositius es troba en la frontera entre les sòniques i ultrasòniques, dirigint-se en un feix d'aproximadament 20 º, de manera de garantir un rebot en el fons gairebé en la vertical del vaixell.
La distància es mesura multiplicant la meitat del temps des de l'impuls de sortida del senyal fins al seu retorn per la velocitat del so a l'aigua, que és d'aproximadament 1,5 quilòmetres per segon [T÷2×(4700 peus per segon o 1,5 kil per segon)] aplicacions precises de l'eco-sonda, com la hidrografia, la velocitat del so també s'ha de mesurar normalment mitjançant el desplegament d'una sonda de velocitat del so a l'aigua. El sonar d'eco és efectivament una aplicació de propòsit especial del sonar que s'utilitza per localitzar el fons. Com que una unitat tradicional de profunditat de l'aigua pre- SI era la braça, un instrument utilitzat per determinar la profunditat de l'aigua de vegades s'anomena fatòmetre. El primer fatòmetre pràctic va ser inventat per Herbert Grove Dorsey i patentat el 1928.
La majoria de les profunditats oceàniques cartografiades utilitzen una velocitat de so mitjana o estàndard. Quan cal una major precisió, es poden aplicar estàndards mitjans i fins i tot estacionals a les regions oceàniques. Per a profunditats d'alta precisió, normalment restringides a propòsits especials o enquestes científiques, es pot baixar un sensor per mesurar la temperatura, la pressió i la salinitat. Aquests factors s'utilitzen per calcular la velocitat real del so a la columna d'aigua local. Aquesta darrera tècnica s'utilitza habitualment per l'Oficina d'Enquesta Costera dels EUA per a estudis de navegació de les aigües costaneres dels EUA.
La forma de visualitzar la mesura varia amb les característiques de cada equip, sent els més comuns els gràfics i els digitals.
Les mesures d'aquests tipus de sonda poden veure's afectades per:
1. Ecos múltiples, fruit de successius reflexos en el fons i en el buc. Aquest fenomen es dona molt més en aigües poc profundes. Es disminueix reduint la sensibilitat de l'equip.
2. Grans  bancs que poden arribar a anul·lar el reflex del fons. Aquest fet ds'aprofita en equips de principis similars per ajudar a les embarcacions pesqueres en la detecció de bancs de peixos.
3. Grans concentracions de material en suspensió o canvis bruscos de salinitat o temperatura que desvien el feix emès.

Les sondes ecoica, atès que estan instal·lades a la part inferior del buc, donen la distància vertical sota la quilla i no la profunditat total

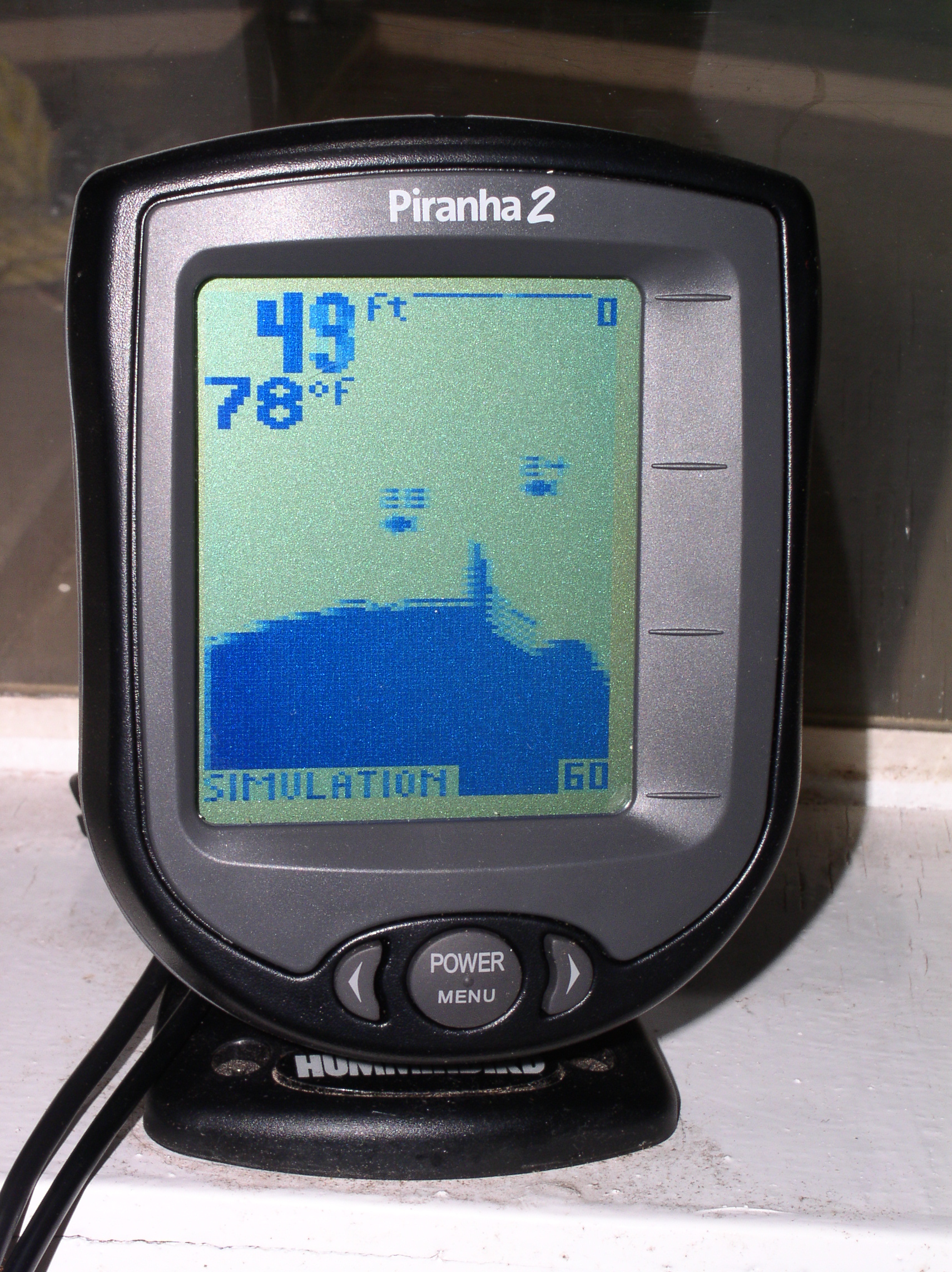
Pantalla de l'equip per a detecció de bancs de peixos.

## Ús
A part d'una ajuda per a la navegació (la majoria dels vaixells més grans tindran almenys una sonda de profunditat simple), l'eco-sonda s'utilitza habitualment per a la pesca. Les variacions d'elevació sovint representen llocs on es congreguen els peixos. També s'inscriuran els bancs de peixos. Un fishfinder és un dispositiu de sondeig d'eco utilitzat tant per pescadors recreatius com comercials.
L'eco-sonda també es pot utilitzar per avançar a altres objectius, com ara bancs de peixos. Les avaluacions hidroacústiques han utilitzat tradicionalment enquestes mòbils des d'embarcacions per avaluar la biomassa dels peixos i les distribucions espacials. Per contra, les tècniques d'ubicació fixa utilitzen transductors estacionaris per controlar els peixos que passen
La paraula sonar s'utilitza per a tot tipus de mesures de profunditat, incloses les que no utilitzen so, i no té relació en l'origen amb la paraula so en el sentit de soroll o tons. El sondeig d'eco és un mètode més ràpid per mesurar la profunditat que la tècnica anterior de baixar una línia de sondeig fins que toqués fons.

## Hidrografia

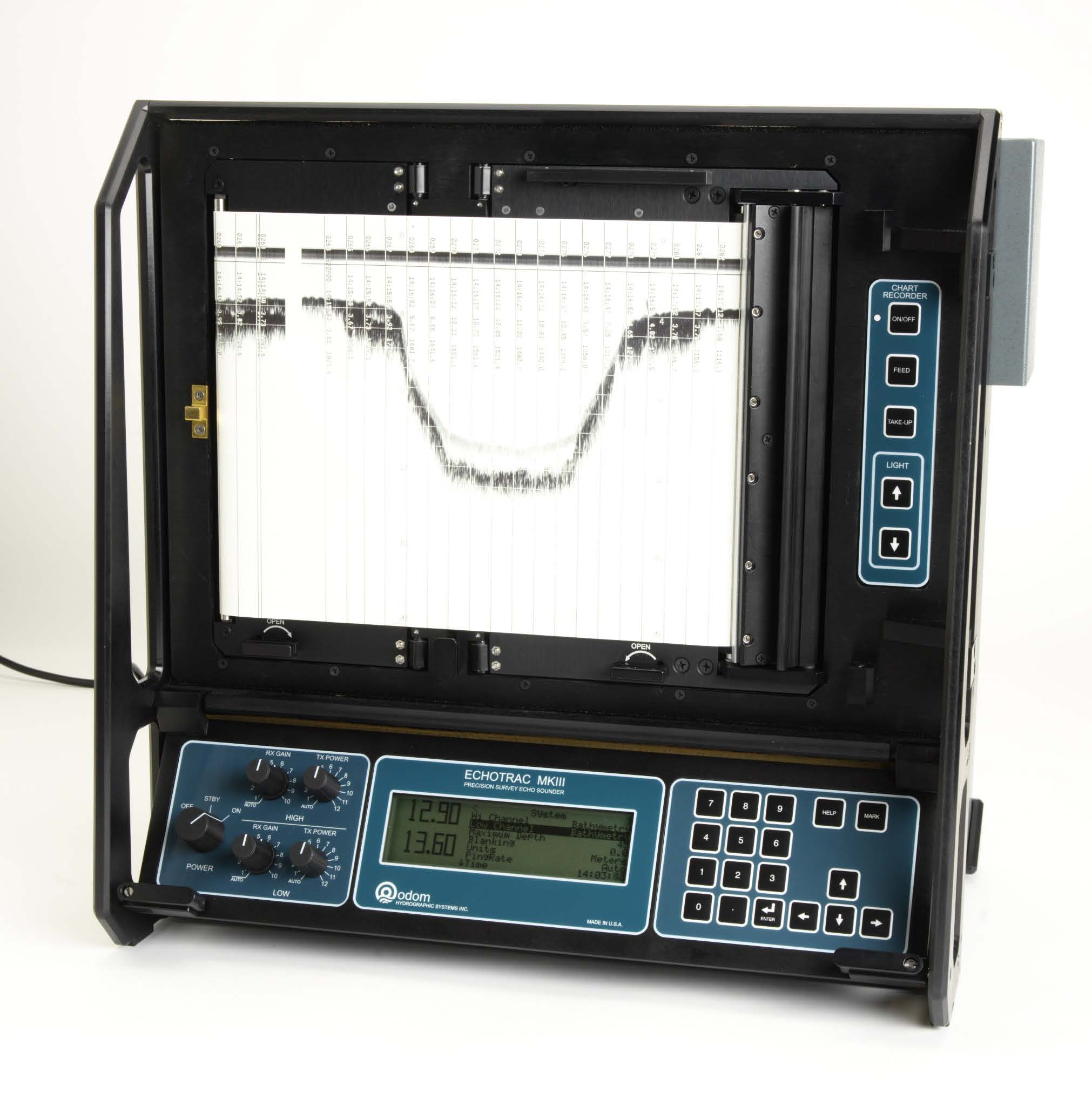
Un exemple d'un eco-sonda de doble freqüència de precisió, el Teledyne Odom MkIII

A les zones on cal una batimetria detallada, es pot utilitzar una eco-sonda precisa per al treball d'hidrografia. Hi ha moltes consideracions a l'hora d'avaluar aquest sistema, no limitades a la precisió vertical, la resolució, l'amplada del feix acústic del feix de transmissió/recepció i la freqüència acústica del transductor.
Les eco-sondes hidrogràfiques solen ser de doble freqüència, és a dir, un pols de baixa freqüència (normalment al voltant de 24 kHz) es pot transmetre al mateix temps que un pols d'alta freqüència (normalment al voltant de 200 kHz). Com que les dues freqüències són discretes, els dos senyals de retorn normalment no interfereixen entre si. Hi ha molts avantatges de l'eco-sonda de doble freqüència, inclosa la capacitat d'identificar una capa de vegetació o una capa de fang suau a la part superior d'una capa de roca.
La majoria de les operacions hidrogràfiques utilitzen un 200 Transductor kHz, que és adequat per a treballs costaners de fins a 100 metres de profunditat. L'aigua més profunda requereix un transductor de freqüència més baixa, ja que el senyal acústic de freqüències més baixes és menys susceptible a l'atenuació a la columna d'aigua. Les freqüències que s'utilitzen habitualment per al sondeig d'aigües profundes són 33 kHz i 24 kHz.

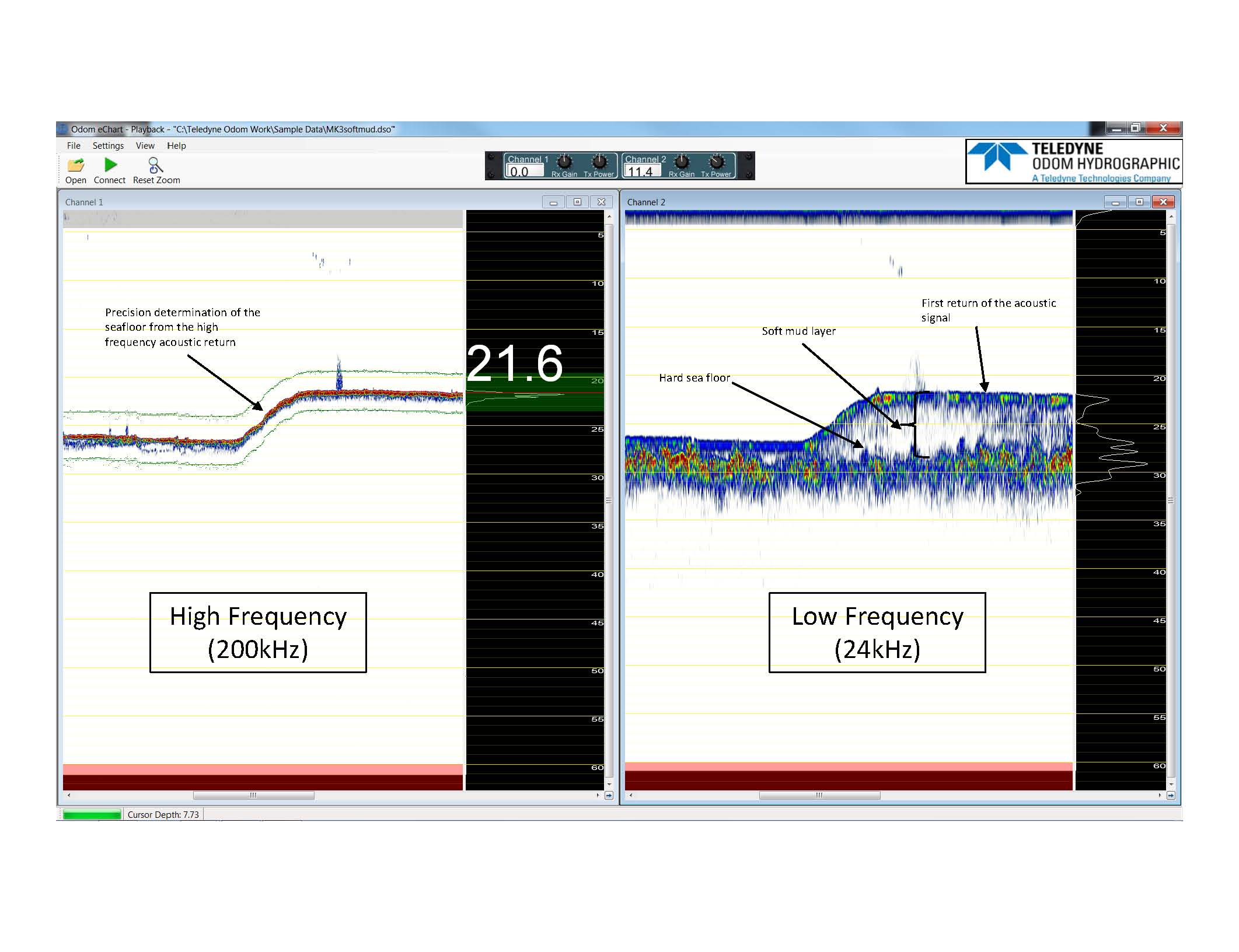
Una captura de pantalla de la diferència entre ecogrames de freqüència única i doble

L'amplada de feix del transductor també és una consideració per a l'hidrògraf, ja que per obtenir la millor resolució de les dades recollides és preferible una amplada de feix estreta. Com més gran sigui la freqüència de funcionament, més estret serà l'amplada del feix. Per tant, és especialment important quan es sona en aigües profundes, ja que la petjada resultant del pols acústic pot ser molt gran un cop arriba a un fons marí llunyà.
Una eco-sonda multiespectral multifeix és una extensió d'una eco-sonda de feix vertical de doble freqüència, ja que, a més de mesurar dos sondes directament sota el sonar a dues freqüències diferents; mesura múltiples sondejos a múltiples freqüències, a múltiples angles de pastura diferents i múltiples ubicacions diferents al fons del mar. Aquests sistemes es detallen més a la secció anomenada eco-sonda multifeix.
Les eco-sondes s'utilitzen en aplicacions de laboratori per controlar el transport de sediments, els processos d'excavació i d'erosió en models a escala (models hidràulics, canals, etc.). També es poden utilitzar per crear trames de contorns 3D

## Normes per a l'eco-sondeig hidrogràfic
La precisió requerida per l'eco-sondeig hidrogràfic es defineix pels requisits de l'Organització Hidrogràfica Internacional (OHI) per a les prospeccions que s'han de dur a terme segons els estàndards de l'OHI. Aquests valors es troben a la publicació S44 de l'OHI.
Per complir amb aquests estàndards, l'hidrògraf ha de tenir en compte no només la precisió vertical i horitzontal de la sonda i el transductor, sinó també el sistema d'enquesta en conjunt. Es pot utilitzar un sensor de moviment, específicament el component d'elevació (en eco-sonda d'un sol feix) per reduir els sondeigs del moviment del vaixell experimentat a la superfície de l'aigua. Un cop establertes totes les incerteses de cada sensor, l'hidrògraf crearà un proposta d'incertesa per a determinar si el sistema d'enquesta compleix els requisits establerts per l'OHI.
Les diferents organitzacions hidrogràfiques tindran el seu propi conjunt de procediments de camp i manuals per guiar els seus agrimensors per complir amb els estàndards requerits. Dos exemples són la publicació del Cos d'Enginyers de l'Exèrcit dels EUA EM110-2-1003, i el "Manual de procediments de camp" de la NOAA.